# Kamenka, Kărdjali
Kamenka (în bulgară Каменка) este un sat în comuna Krumovgrad, regiunea Kărdjali,  Bulgaria. 

## Demografie
Componența etnică a satului Kamenka
     Turci (10%)
     Nicio identificare (90%)
     Altele (0%)
La recensământul din 2011, populația satului Kamenka era de 50 locuitori. Nu există o etnie majoritară, locuitorii fiind  și turci (10%). Pentru 90% din locuitori nu este cunoscută apartenența etnică.